# I-352 (sous-marin)
L'I-352  (イ-352) est un sous-marin de classe I-351 (伊三百五十一型潜水艦, I-san-byaku-go-jū-ichi-gata sensuikan) ou classe Sen Ho (潜補型潜水艦, Sen-Ho-gata sensuikan) détruit avant sa mise en service dans la marine impériale japonaise durant la Seconde Guerre mondiale.

## Conception et description
Les sous-marins de la classe I-351 ont été commandés dans le cadre du programme de réapprovisionnement de la 5e flotte de 1942 pour soutenir les hydravions de la Marine impériale japonaise dans les zones où il n'y avait pas d'installations à terre et où les hydravions ne pouvaient pas fonctionner. Ils ont été conçus pour soutenir jusqu'à trois hydravions avec du carburant, des munitions, de l'eau et même un équipage de remplacement.
Ces sous-marins avaient une longueur totale de 111 mètres, une largeur de 10,2 mètres et un tirant d'eau de 6,1 mètres. Ils avaient un déplacement de  3 568 tonnes en surface et 4 360 tonnes en immersion. Ils permettaient une profondeur de plongée de 90 mètres (300 pieds) et un équipage de 77 officiers et hommes d'équipage, ainsi que des logements pour 13 membres d'équipage.
Les sous-marins avaient deux hélices, chacune étant entraînée par un moteur diesel de 1 850 chevaux-vapeur (1 380 kW) ainsi qu'un moteur électrique de 600 chevaux-vapeur (447 kW). Cet arrangement a permis aux sous-marins de la classe I-351 d'atteindre une vitesse maximale de 15,75 nœuds (29,17 km/h) en surface et de 6,3 nœuds (11,7 km/h) en immersion. Ils avaient une portée de 13 000 milles nautiques (24 000 km) à 14 nœuds (26 km/h) en surface et de 100 milles nautiques (190 km) à 3 nœuds (5,6 km/h) en immersion. Cela leur a donné une endurance de 60 jours.
Les sous-marins étaient équipés de quatre tubes lance-torpilles de 21 pouces (533 mm) à l'avant et ils transportaient quatre torpilles. Pour le combat de surface, ils étaient conçus pour porter un canon de pont de 14 centimètres (5,5 pouces), mais celui-ci n'était pas disponible lorsque les sous-marins étaient en construction et trois mortiers Type 3 de 81 millimètres (3,2 pouces) ont été substitués. Les sous-marins étaient équipés de sept canons anti-aériens de 25 mm de type 96, en deux affûts doubles et trois affûts simples.
Les sous-marins de la classe I-351 étaient initialement équipés pour transporter 371 tonnes d'essence d'aviation, 11 tonnes d'eau douce et soit soixante bombes de 250 kg (550 livres), soit 30 bombes et 15 torpilles d'avion. Quatre de ces torpilles pourraient être remplacées par un nombre égal de torpilles de rechargement pour le sous-marin.

## Construction et mise en service
Construit par l'Arsenal naval de Kure au Japon, le I-352 est mis sur cale le novembre 1943 sous le numéro 656. Il est lancé le 23 avril 1944.

## Historique

### Seconde Guerre mondiale
Le I-352, achevé à 90% seulement, a été bombardé et coulé à Kure lors d'un raid aérien par un bombardier Boeing B-29 Superfortress le 22 juin 1945.
Il est renfloué après la guerre et mis au rebut.